# 11694 Естергайсен
11694 Естергайсен (11694 Esterhuysen) — астероїд головного поясу, відкритий 20 березня 1998 року.
Тіссеранів параметр щодо Юпітера — 3,566.